# Hasemania
Il genere Hasemania comprende 5 specie di piccoli pesci d'acqua dolce appartenenti alla famiglia Characidae.

## Distribuzione e habitat
Tutte le 5 specie sono originarie del Brasile e abitano i fiumi delle zone tropicali (bacino del Rio delle Amazzoni, São Francisco, Iguazú, Paraná).

## Descrizione
Sono pesci dal corpo allungato e occhi grandi, profilo dorsale orizzontale e ventre convesso. La pinna adiposa non è presente. Le dimensioni sono minute, tra i 2,5 e i 4 cm.

## Comportamento
Sono tutte specie pacifiche e di branco che formano gruppetti mai inferiori ai sei esemplari.

## Specie
Tra le 5 specie soltanto una è ben conosciuta, Hasemania nana: le altre sono poco studiate, mentre una H. crenuchoides, è stata classificata solamente nel 1999.
- Hasemania crenuchoides
- Hasemania hanseni
- Hasemania maxillaris
- Hasemania melanura
- Hasemania nana